# Isoxazolina
Las isoxazolinas son una clase de ectoparasiticidas de uso veterinario que se introdujeron por primera vez en Canadá en el año 2014, con los fármacos afoxolaner y Fluralaner en forma de comprimidos. En un comienzo, su uso solo se autorizó para el tratamiento de pulgas y garrapatas en perros. Luego de estudios realizados, se sugirió que estos fármacos podrían ser efectivos frente a otros ectoparásitos, como los ácaros de la sarna (demodicosis por ejemplo). Posteriormente se amplió su uso en gatos. Hasta julio del 2022, en el mercado se encuentran cuatro moléculas: lotilaner con el nombre comercial de Credelio de laboratorio Elanco, afoxolaner con el nombre comercial de Nexgard de laboratorio Merial, fluralaner con el nombre Bravecto de laboratorio MSD y sarolaner como Simpárica de laboratorio Zoetis.  

## Descripción
Son compuestos heterocíclicos de cinco miembros y estructuralmente poseen un núcleo de fenilo heterocíclico sustituido con cloruro. El anillo recibió el nombre según la nomenclatura de compuestos heterocíclicos. Son isómeros estructurales de las oxazolinas y existen en tres isómeros diferentes según la ubicación del doble enlace. Las isoxazolinas tienden a tener reacciones de apertura del anillo y su posterior reordenamiento debido a que el enlace N-O es relativamente débil. Los compuestos que contienen un anillo de isoxazolina tienen una variedad de usos y muchos son biológicamente activos. Según un estudio del año 2014, las esponjas marinas producen varias isoxazolinas naturales, las cuales podrían tener actividad anticancerígena. Los compuestos nuevos contienen una isoxazolina no aromática y una cadena lateral extendida. Las isoxazolinas fluralaner, sarolaner y afoxolaner se distribuyen como mezclas racémicas del enantiómero R, el cual según diversos estudios, es activo y ramificado, sin efectos adversos conocidos hasta la fecha.

### Síntesis
La síntesis de isoxazolinas 3,5-disustituídas ocurre a partir de cicloadiciones 1,3-dipolares de azúcares libres. Es uno de los métodos más importantes para la obtención de anillos heterocíclicos de cinco miembros. La síntesis no requiere condiciones enérgicas. Para aplicar estas cicloadiciones a la obtención de sistemas heterocíclicos nitrogenados-oxigenados, es necesario realizar la síntesis del dipolo óxido de nitrilo.

## Farmacocinética

### Vías de administración
La administración de las isoxazolinas en gatos y perros es por vía oral y spot-on (pipeta),   y en caso del sarolaner también intravenosa.

### Farmacocinética
En el caso del lotilaner luego de la administración oral, se absorbe rápidamente y tiene su pico de concentración en sangre en 2 horas. La ingestión de alimento al momento de la administración mejora su absorción. Tiene una vida media de aproximadamente 4 semanas, que proporciona una concentración en sangre efectiva que dura todo el intervalo entre dosis. La ruta de eliminación es por excreción biliar y renal (en menor proporción).

Estructura del lotilaner

El afoxolaner tiene una elevada absorción sistémica con una biodisponibilidad del 74 %. La concentración máxima media (Cmax) es de 1.655 ± 332 ng/ml en plasma entre las 2 y 4 horas de su administración. Su volumen de distribución en tejidos es de 2,6 ± 0,6 l/kg y el aclaramiento sistémico es de 5,0 ± 1,2 ml/h/kg. La vida media en sangre es de aproximadamente 2 semanas en la mayoría de los caninos, sin embargo puede haber diferencias entre razas o individuos. Se metaboliza en el perro en compuestos más hidrofílicos y luego se elimina. Se elimina mediante excreción urinaria y biliar. No se observa evidencia de ciclo enterohepático.

Estructura del afoxolaner

El fluralaner también se absorbe rápidamente y alcanza concentraciones en sangre máximas en un día, mejorando su absorción con el alimento. Se distribuye sistémicamente y en tejido graso, hígado, riñón y músculo es donde tiene una mayor concentración. Tiene una persistencia prolongada y una lenta eliminación desde el plasma (t1/2 = 12 días). Además la falta de un metabolismo extenso hace que la concentración efectiva del fluralaner durante el intervalo entre dosis sea prolongada. Se observó variación individual en la Cmax y la t1/2. La principal vía de eliminación es en las heces donde se excreta inalterado (~90% de la dosis). También se elimina en menor proporción por orina.

Estructura del fluralaner

El sarolaner tiene una biodisponibilidad superior al 85%, sin embargo el consumo de alimento luego de la administración no afecta significativamente el grado de su absorción. El aclaramiento de sarolaner es bajo (0,12 ml/min/kg) y su volumen de distribución es moderado (2,81 l/kg). La vida media es de 12 días en el caso de administración intravenosa y 11 días en la administración oral, La unión a proteínas plasmáticas en pruebas in vitro fue de ≥99,9%. Los metabolitos resultantes se distribuyen ampliamente por los tejidos. Al igual que las moléculas precedentes, la principal ruta de excreción es la biliar y las heces.

Estructura del sarolaner

## Farmacodinamia
Las Isoxazolinas actúan en los canales de cloro, particularmente en los canales GABA y glutamato, teniendo una selectividad mayor por las neuronas de los ácaros. Se unen a un único y distinto lugar diana en los GABACls del insecto, bloqueando así los impulsos nerviosos pre y postsinápticos a través de las membranas celulares. La hiper excitación prolongada produce una actividad incontrolada del sistema nervioso central, parálisis y posterior muerte de los parásitos. Para que las isoxazolinas tengan efecto, las pulgas (C.felis y C.Canis) y garrapatas (Rhipicephalus sanguineus, Dermacentor reticulatus y Dermacentor variabilis, Ixodes ricinus e Ixodes scapularis, Amblyomma americanum y Haemaphysalis longicornis) deben alimentarse del animal.

### Interacciones
Ninguna conocida. Sin embargo al unirse a proteínas plasmáticas podrían competir con otras sustancias que tengan una acción similar como antiinflamatorios no esteroideos o aquellos derivados de cumarina.

## Reacciones adversas
Las posibles reacciones adversas de las isoxalinas son: .
- Reacciones gastrointestinales como vómitos y diarreas
- Prurito
- Letargia
- Anorexia
- Signos neurológicos como convulsiones, ataxia y temblores musculares.

Han sido reportados casos de reacciones adversas en muy raras ocasiones y la mayoría fueron de resolución espontánea y transitorias. Sin embargo, la U.S. food & drug administration (FDA), reportó los potenciales efectos neurológicos con el uso de las isoxazolinas.
En el caso del fluralaner quedado demostrada la seguridad del medicamento en perros reproductores, gestantes y lactantes. En las otras moléculas, si bien estudios de laboratorio efectuados en ratas no han demostrado efectos teratogénicos o en la capacidad reproductiva de machos y hembras, la European Medicine Agency (EMA) informa que no quedó demostrada la inocuidad del medicamento veterinario durante la gestación, la lactancia o en perros reproductores.

## Especies de artrópodos afectadas
- Pulgas: Ctenocephalides felis y Ctenocephalides canis.
- Garrapatas: Rhipicephalus sanguineus, Dermacentor reticulatus y Dermacentor variabilis, Ixodes ricinus e Ixodes scapularis, Amblyomma americanum y Haemaphysalis longicornis.[22]
- Ácaros:  Demodex spp.,[27] Otodectes spp.,[28] Notoedres spp.[29]